# Tractor M8
El Tractor de Alta Velocidad M8 fue un tractor de artillería empleado por el Ejército de los Estados Unidos a partir de 1950.

## Construcción
El M8 es un tractor oruga basado en el chasis del tanque ligero M41 Walker Bulldog. Fue empleado para remolcar remolques de carga y piezas de artillería tales como el cañón antiaéreo M51 Skysweeper de 75 mm y el cañón Long Tom 155 mm. La variante básica del M8 podía ser rápidamente adaptada como vehículo amunicionador a fin de transportar los proyectiles y sus cargas propulsoras. El motor del M8 estaba situado en la parte frontal de la cabina, algo inusual para un tractor de artillería. A unos cuantos M8 se les equipó con una hoja de buldócer hidráulica M5.

## Historia
El M8 fue desarrollado después del fracaso del vehículo de carga T33, que estaba basado en el chasis del tanque ligero M24 Chaffee. El nuevo y estandarizado M8 fue producido entre 1950 y 1955.